# 江花正直
江花 正直（えばな まさなお、1977年6月12日 - ）は、東京ヤクルトスワローズに所属するブルペン捕手。宮城県出身。

## 来歴・人物
仙台市立仙台高等学校から東北福祉大学社会福祉学部を経て、2000年にヤクルトにブルペン捕手として入団した。
高校では、太田敦士（元オリックス）とバッテリーを組む。東北福祉大学時代の同期に、奈良将史（元近鉄投手）、1年下に吉見祐治らがいる。
2017年の第4回WBCでは日本代表のチームスタッフとしてヤクルトから派遣された。
名前の正直（まさなお）が「しょうじき」と読めることから、同チームマスコットキャラクターのつば九郎からは「しょうじきにぃさん」と呼ばれている。

## 詳細情報

### 背番号
- 92（2000年 - 2007年）[5]
- 100（2008年 - ）[6]